# برگرد
برگرد یک روستا در ایران است که در دهستان شاه‌جهان واقع شده‌است. برگرد ۵۵۳ نفر جمعیت دارد.